# 柿下溫泉口站
柿下溫泉口站（日语：／ Kakishita-Onsen-Guchi eki */?）是位於福岡縣田川郡香春町大字柿下1034番2號，平成筑豐鐵道的田川線車站。車站編號為HC18。

## 歷史
- 1993年（平成5年）3月18日 - 車站啟用。

## 車站構造
車站是一座地面車站，設有1面1線的單式月台。此站是無人車站。

## 使用狀況
- 在2018年度，1日平均上落車人次為42人[1]。
- 在2019年度，1日平均上落車人次為43人[1]。

## 車站周邊
車站西邊設有國道322號香春大任繞道。車站周邊設有樹林與農田。
- 香春町立中津原小學
- 蓮台寺
- 稻荷神社（車站正面）
- 柿下溫泉（日语：柿下温泉）
- 白川針灸院
- 愛宕山照智院
- 浦松公民館
- 浦松遺蹟
- 憶念寺
- 柿下區公民館
- 國道322號香春大任繞道（令和2年7月19日開通）
- 福岡縣道204號田川犀川線（日语：福岡県道204号田川犀川線）

## 相鄰車站
平成筑豐鐵道
田川線
內田（HC19）－柿下溫泉口（HC18）－勾金（HC17）

## 注腳
1. 1 2 3  鉄道を未来につなぐために（令和元年度版） ︳ へいちくネット（平成筑豊鉄道）（日語） 各站上落人次調査結果

## 外部連結
- 柿下溫泉口站 （页面存档备份，存于）（日語）（平成筑豐鐵道沿線情報網站）